# قائمة البعثات الدبلوماسية في صربيا

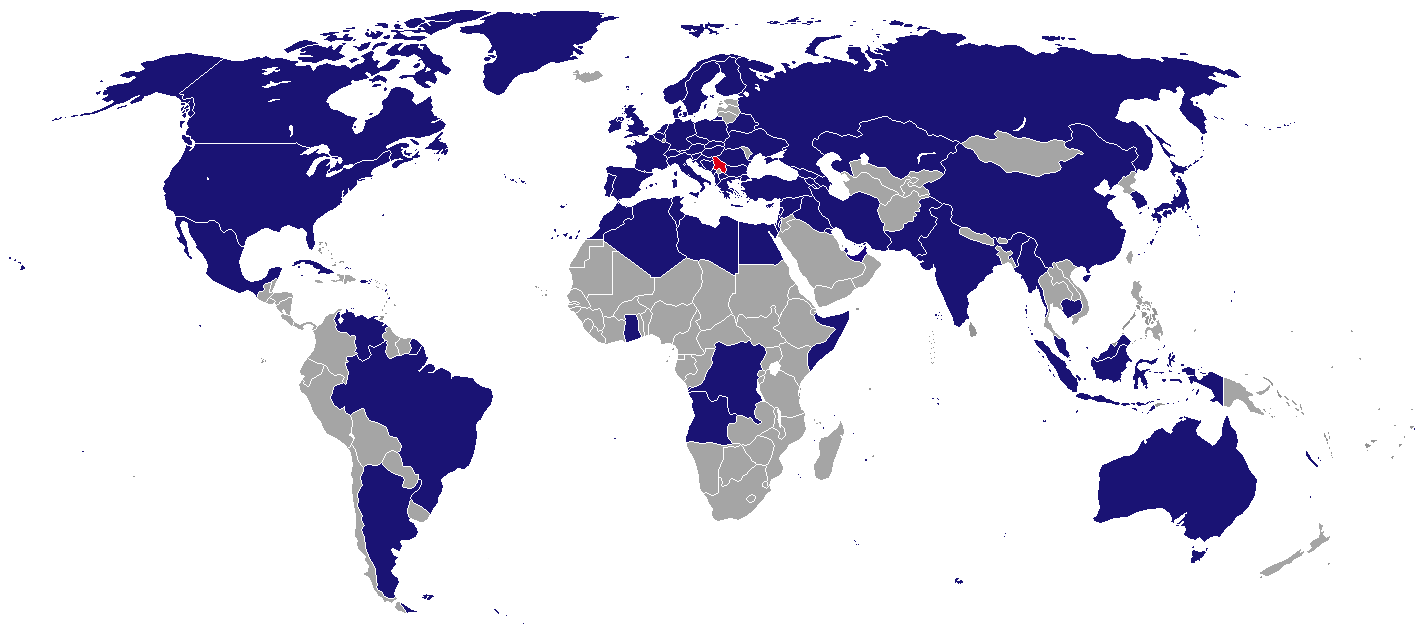
خريطة الدول التي تحتفظ بسفارات في صربيا
صربيا
سفارة

هذه قائمة البعثات الدبلوماسية في صربيا . تستضيف البلاد 72 سفارة. 
القنصليات الفخرية والبعثات التجارية مستثناة من هذا الإدراج.

## السفارات في بلغراد
- البانيا[2]
- الجزائر[3]
- قالب:بيانات بلد انجولا[4]
- قالب:بيانات بلد الارجنتين[5]
- استراليا[6]
- النمسا[7]
- أذربيجان[8]
- بيلاروسيا[9]
- بلجيكا[10]
- البوسنة والهرسك[11]
- البرازيل[12]
- بلغاريا[13]
- كمبوديا
- كندا[14]
- الصين[15]
- الكونغو الديمقراطية[16]
- صربيا[17]
- كوبا[18]
- قبرص[19]
- التشيك[20]
- الدنمارك[21]
- مصر
- فنلندا[22]
- فرنسا[23]
- جورجيا
- المانيا[24]
- اليونان[25]
- غانا
- الكرسي الرسولي
- هنغاريا[26]
- الهند[27]
- إندونيسيا[28]
- ايران[29]
- Iraq
- اسرائيل[30]
- ايطاليا[31]
- اليابان[32]
- كازاخستان
- الكويت[33]
- لبنان
- ليبيا
- ماليزيا[34]
- المكسيك[35]
- الجبل الأسود
- المغرب
- ميانمار[36]
- هولندا[37]
- مقدونيا الشمالية[38]
- Norway[39]
- باكستان[40]
- فلسطين
- بولندا[41]
- البرتغال[42]
- قطر[43]
- رومانيا[44]
- روسيا[45]
- سلوفاكيا[46]
- سلوفينيا[47]
- الصومال[48]
- كوريا الجنوبية[49]
- قالب:بيانات بلد منظمة فرسان مالطة العسكرية المستقلة[50]
- اسبانيا[51]
- السويد[52]
- سويسرا[53]
- سوريا
- تونس[54]
- تركيا[55]
- أوكرانيا[56]
- قالب:بيانات بلد الامارات العربية المتحدة[57]
- المملكة المتحدة[58]
- الولايات المتحدة[59]
- فنزويلا[60]

## السفارات على وشك الافتتاح
أيرلندا

## صالة عرض

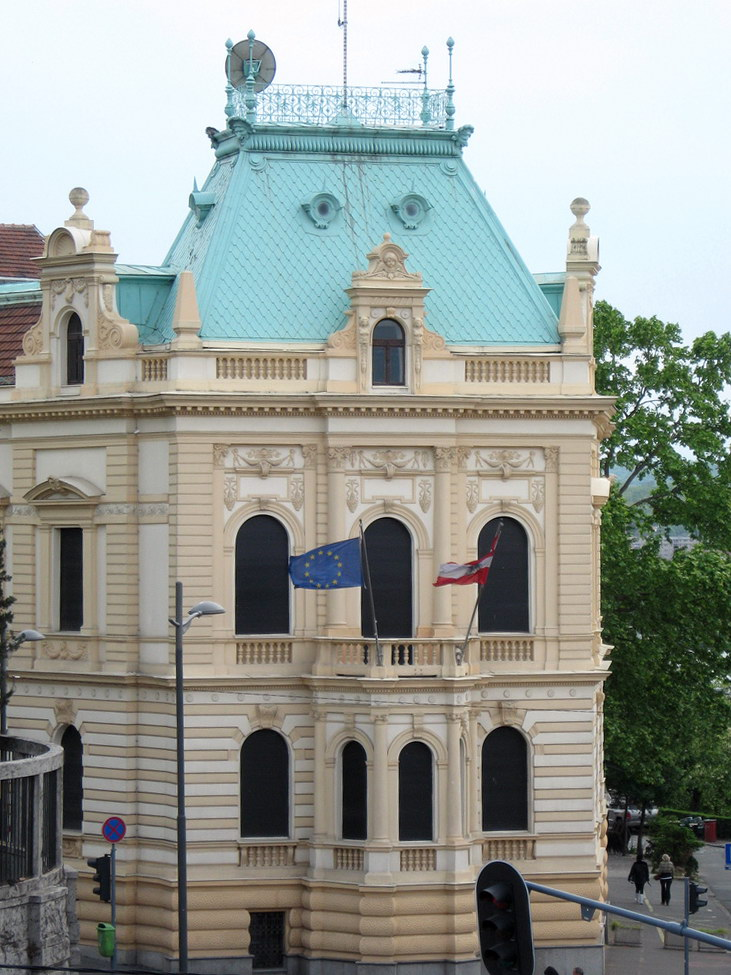
سفارة النمسا
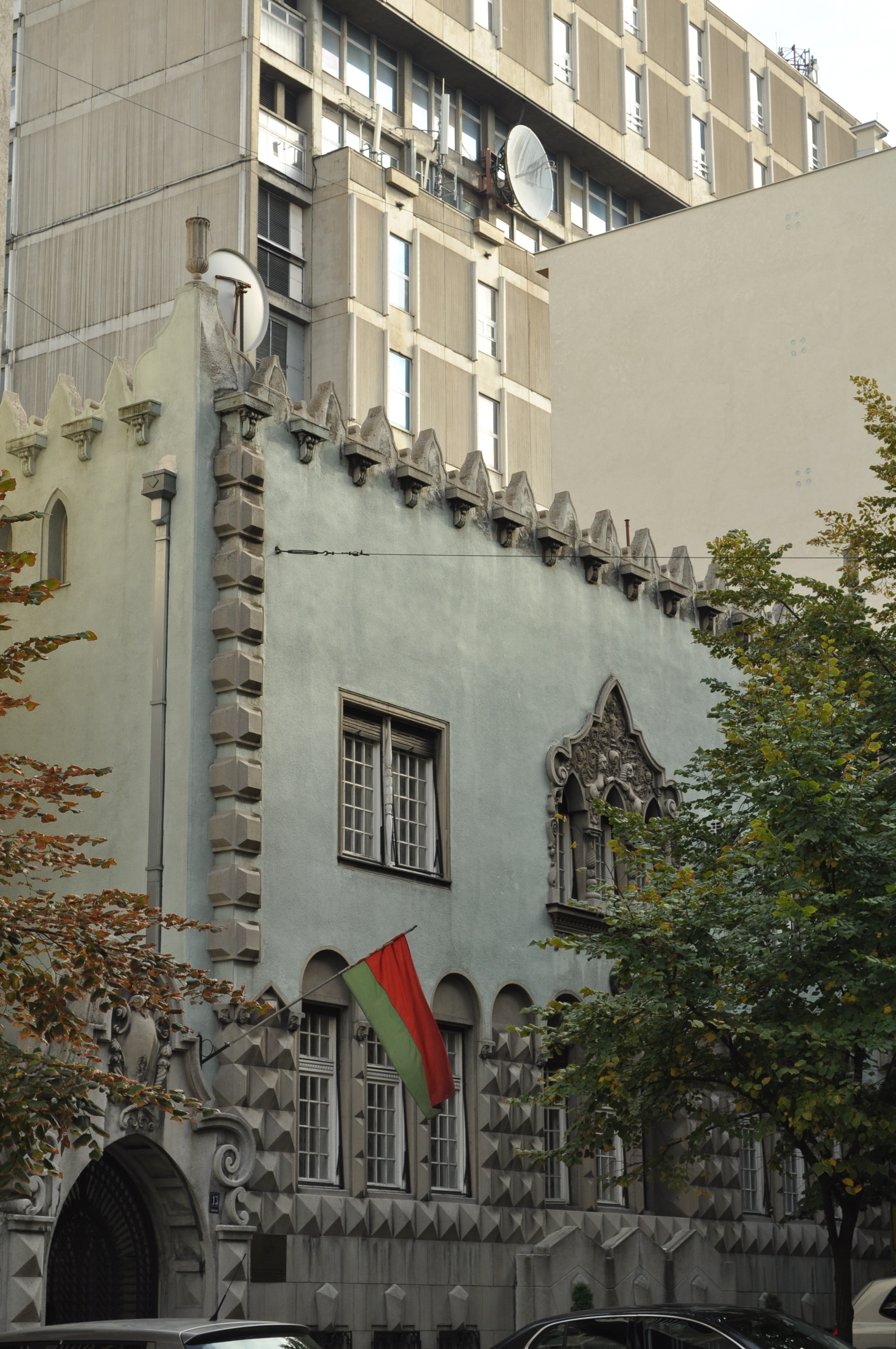
سفارة بيلاروسيا
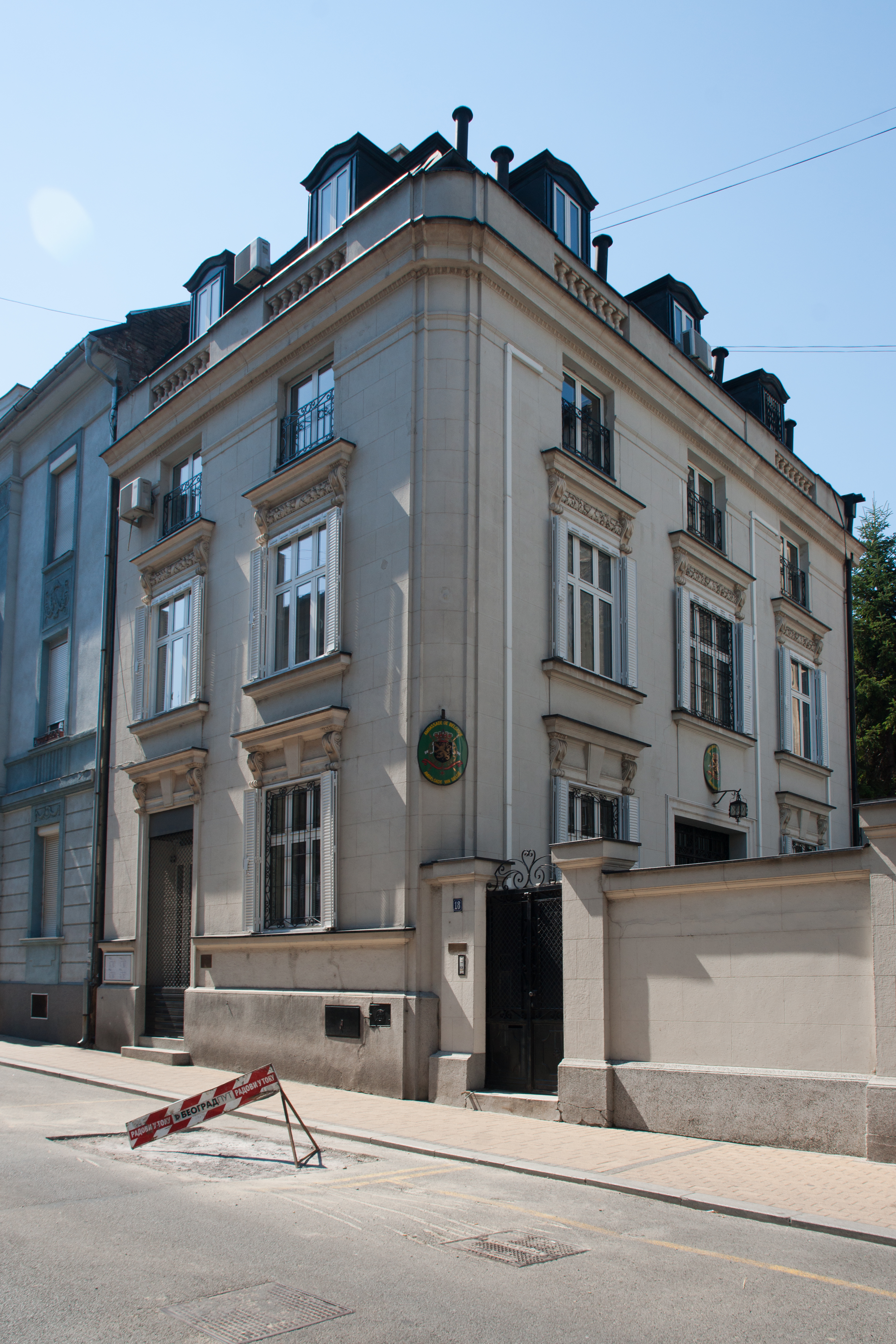
سفارة بلجيكا
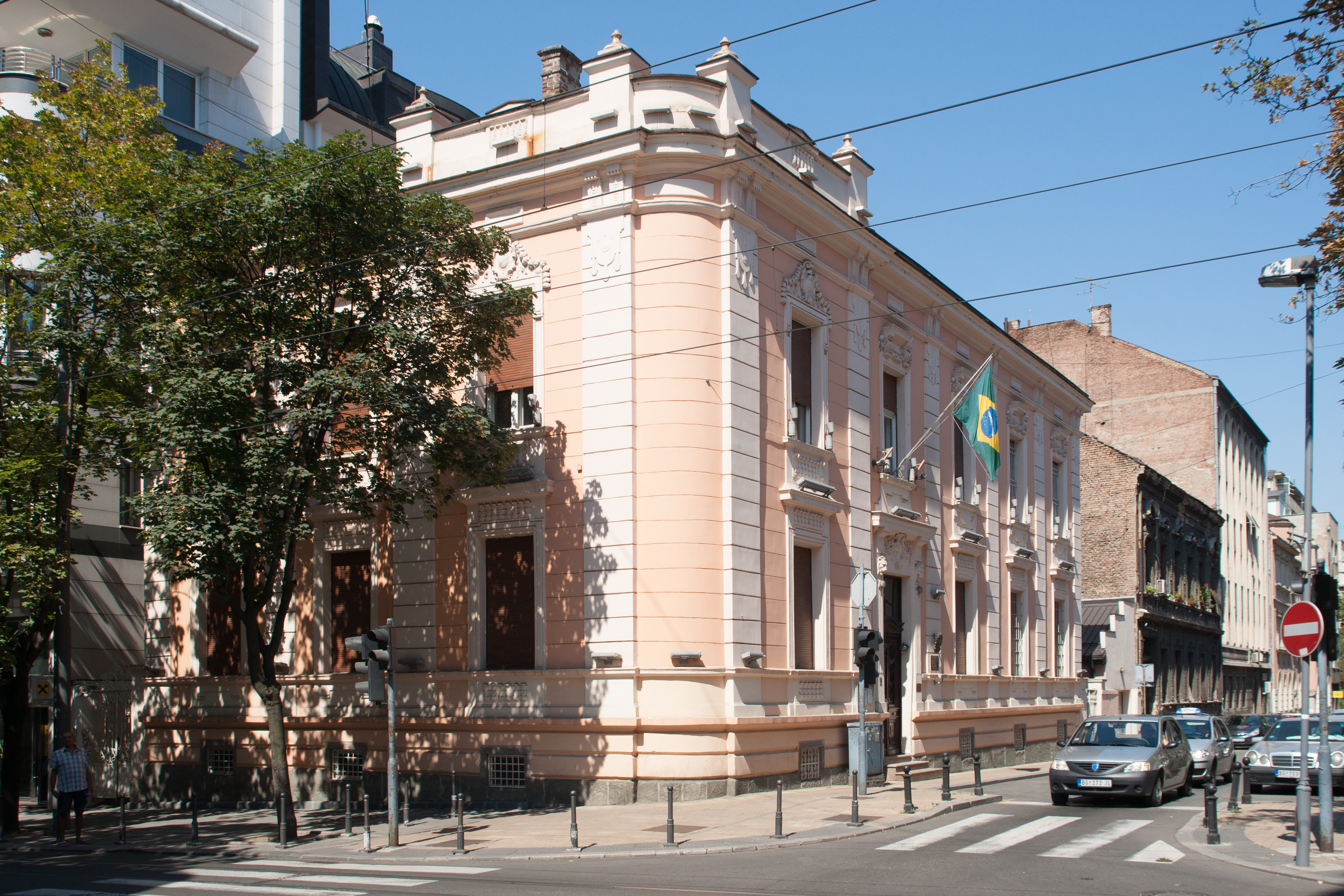
سفارة البرازيل
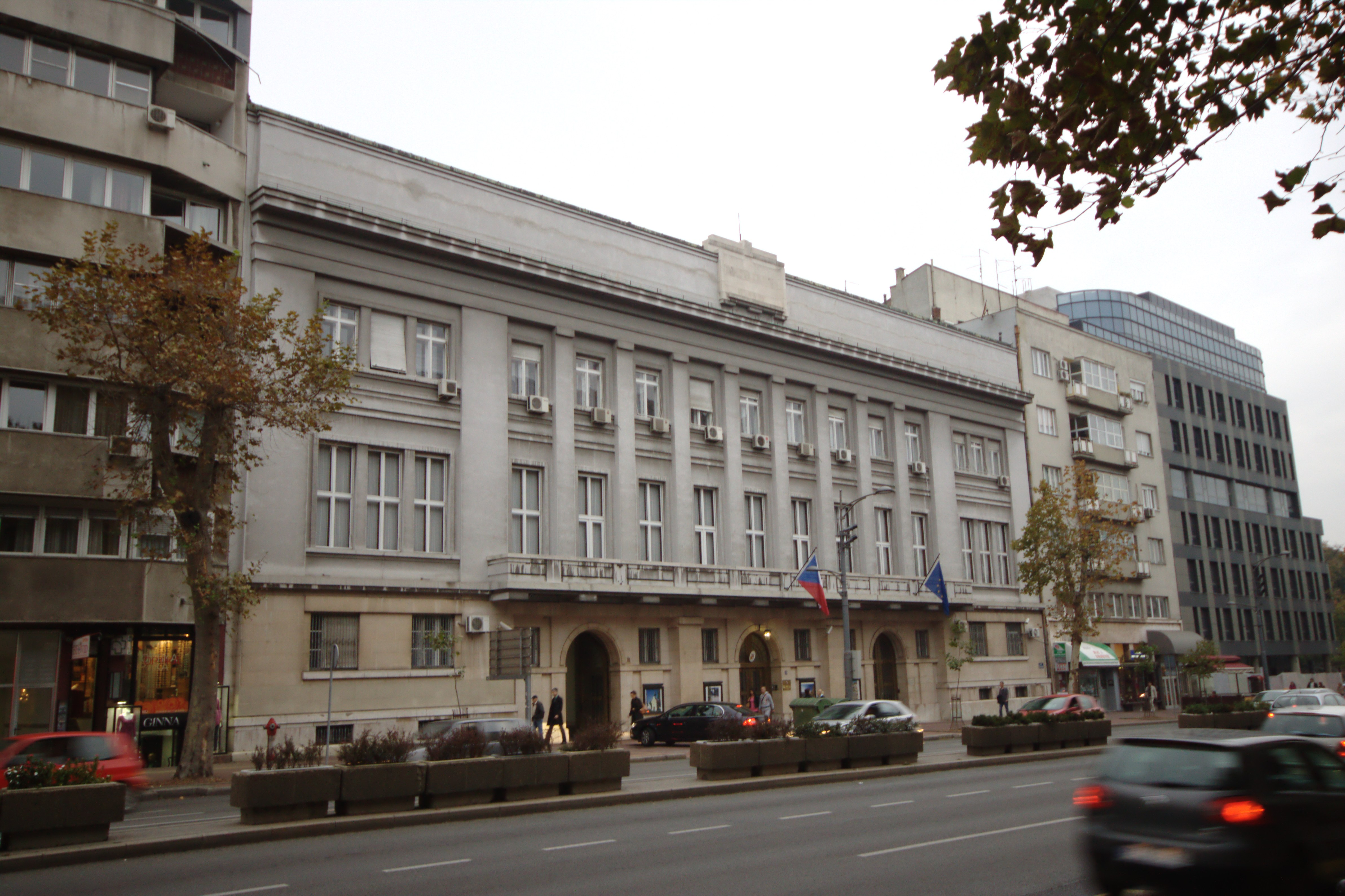
سفارة التشيك
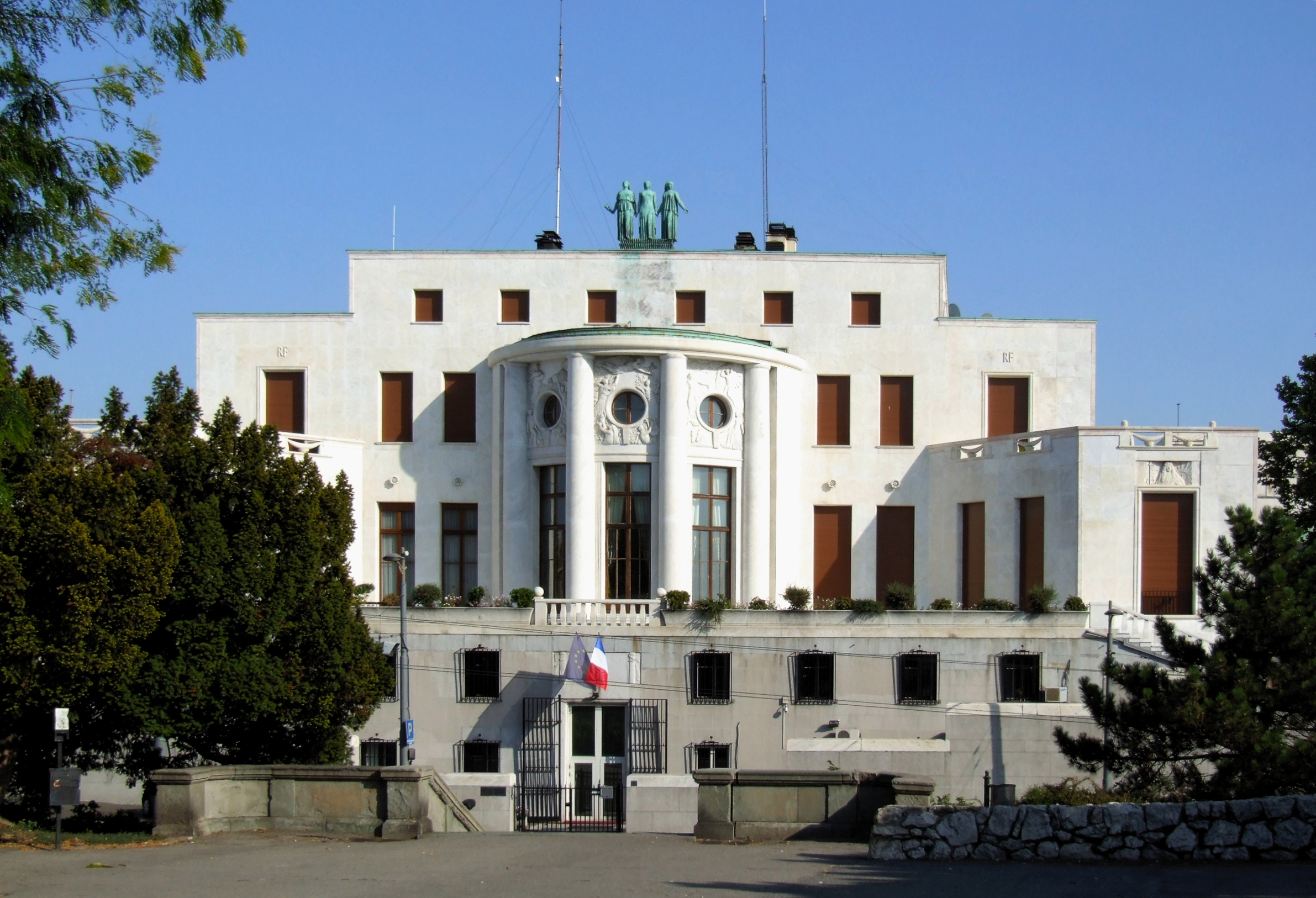
سفارة فرنسا
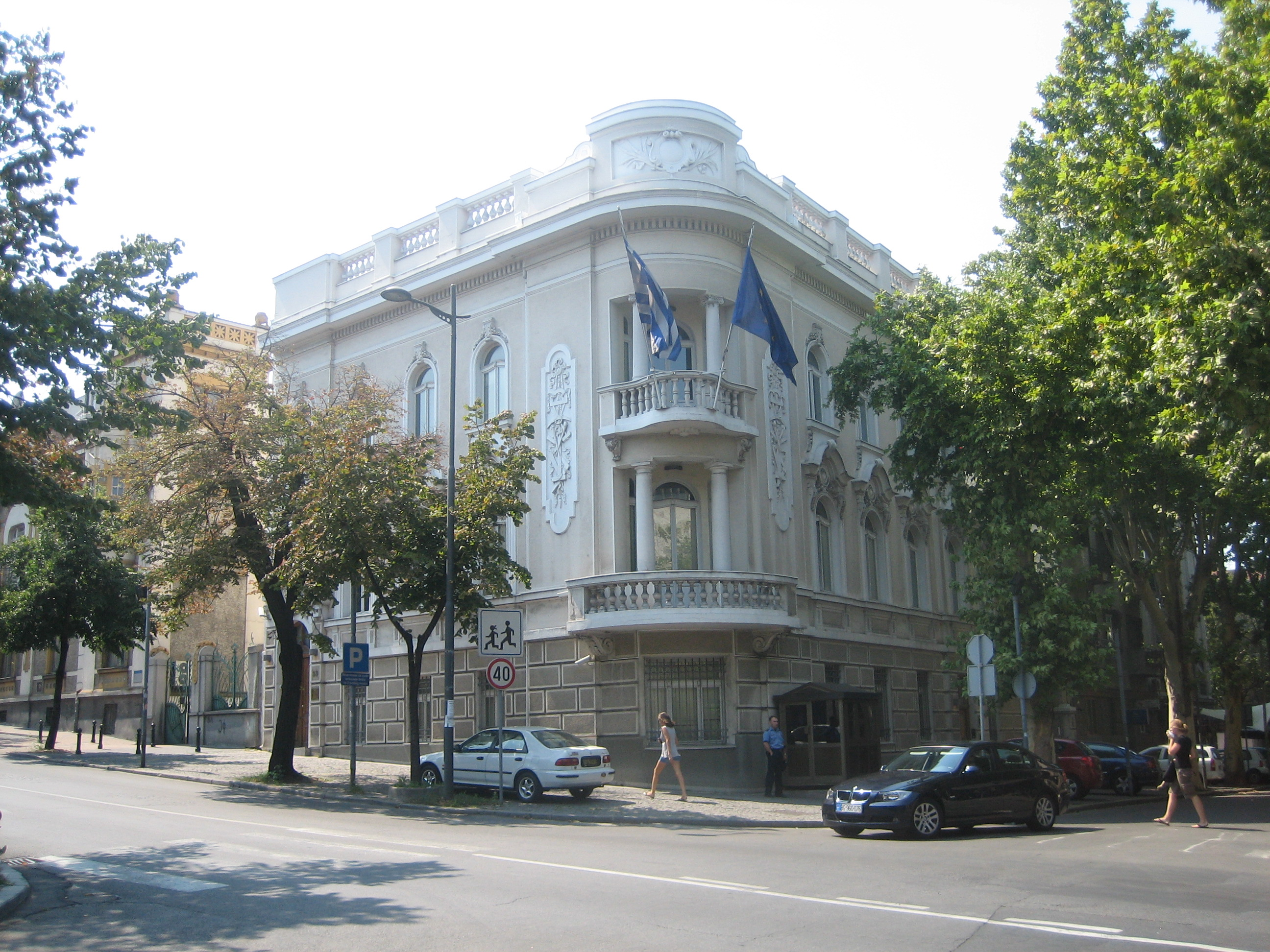
سفارة اليونان
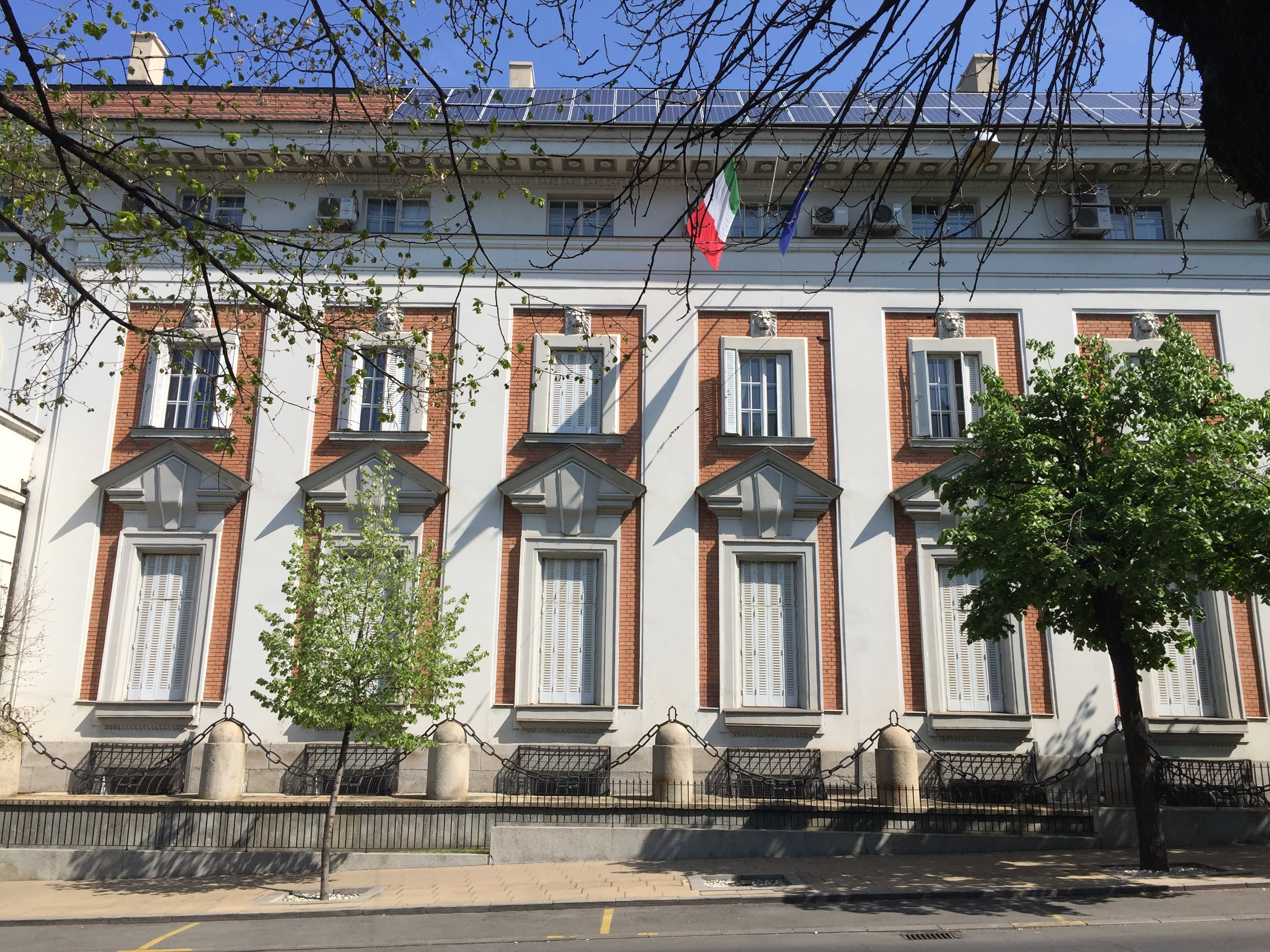
سفارة ايطاليا
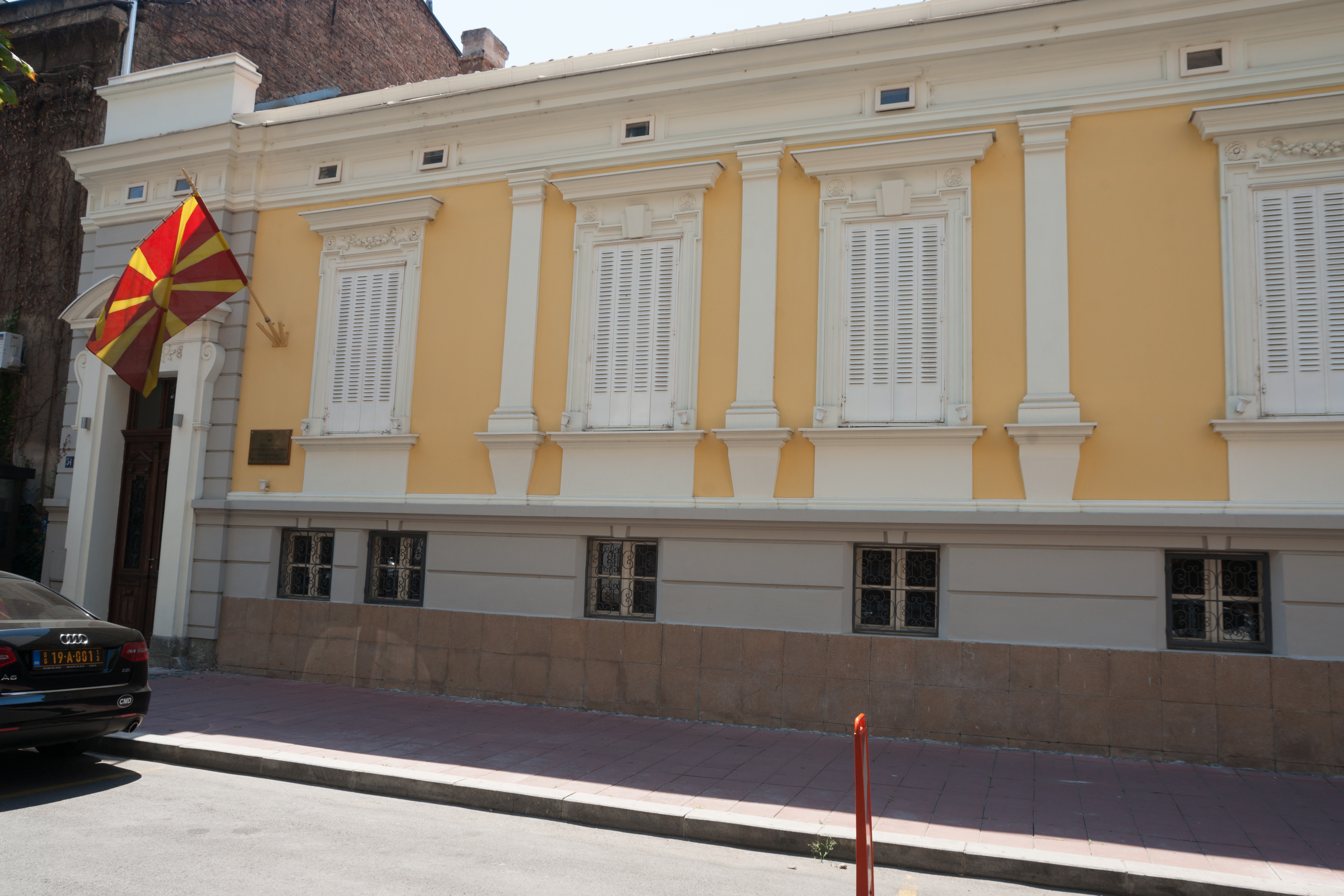
سفارة مقدونيا الشمالية
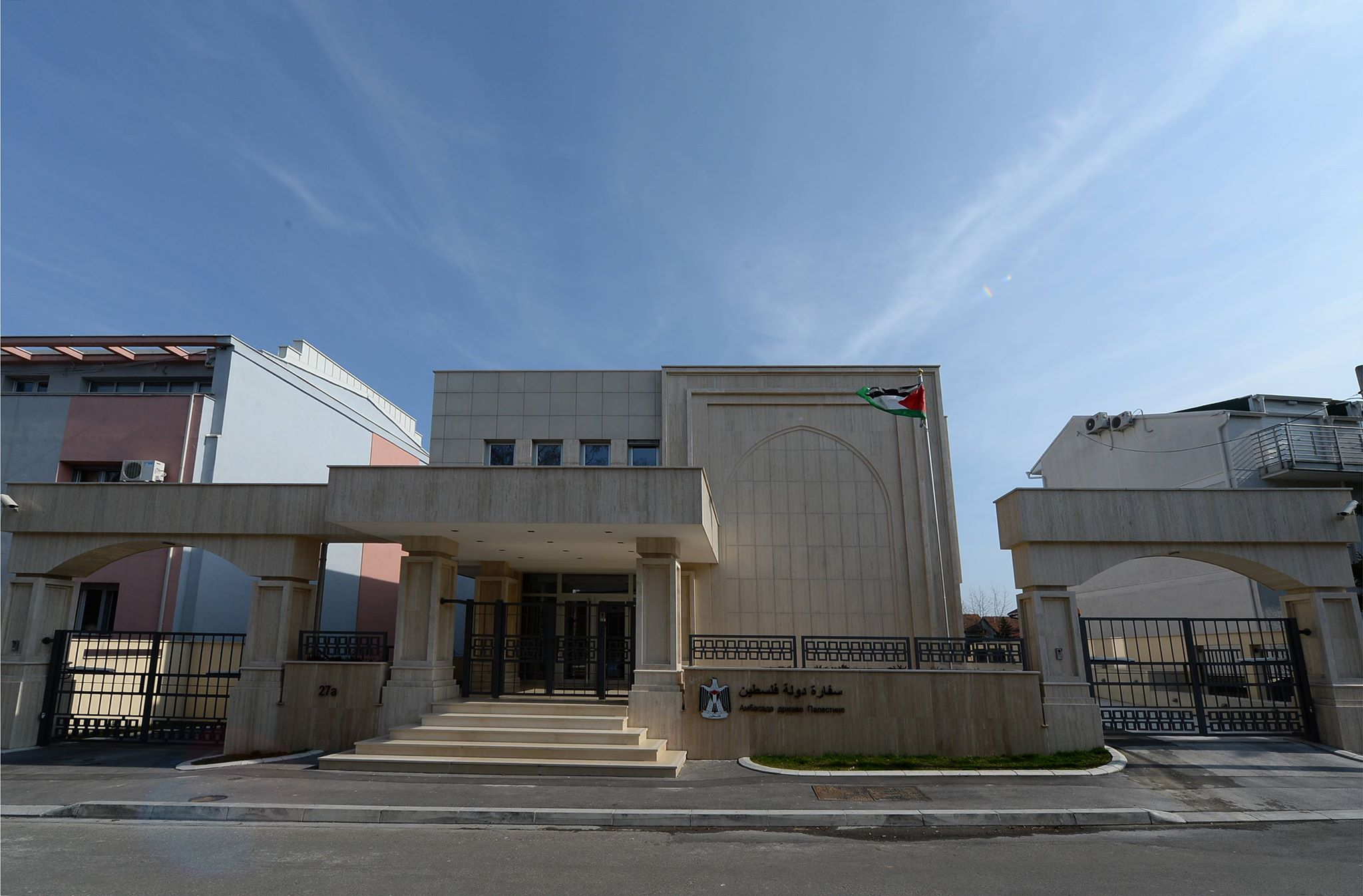
سفارة فلسطين
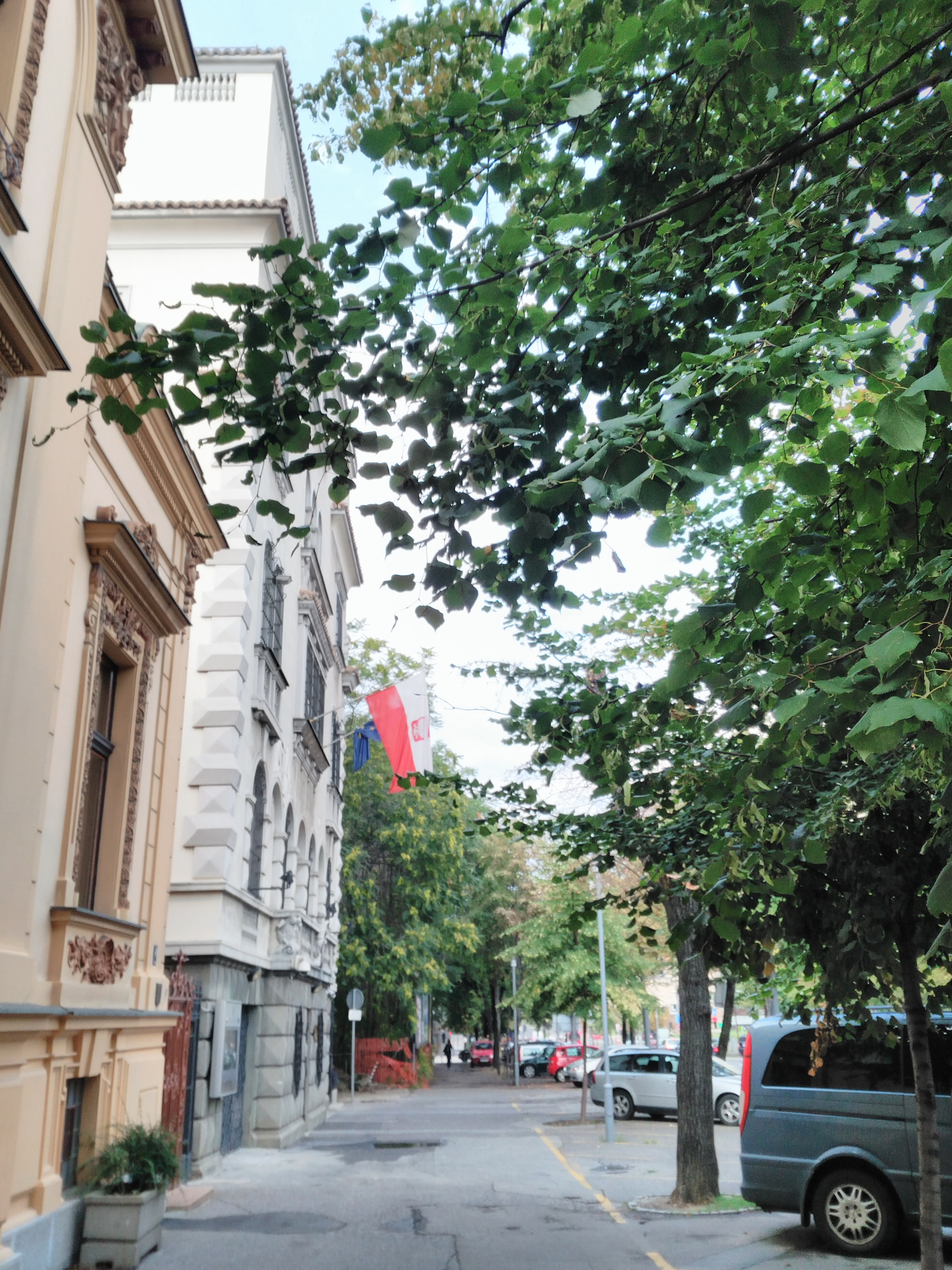
سفارة بولندا
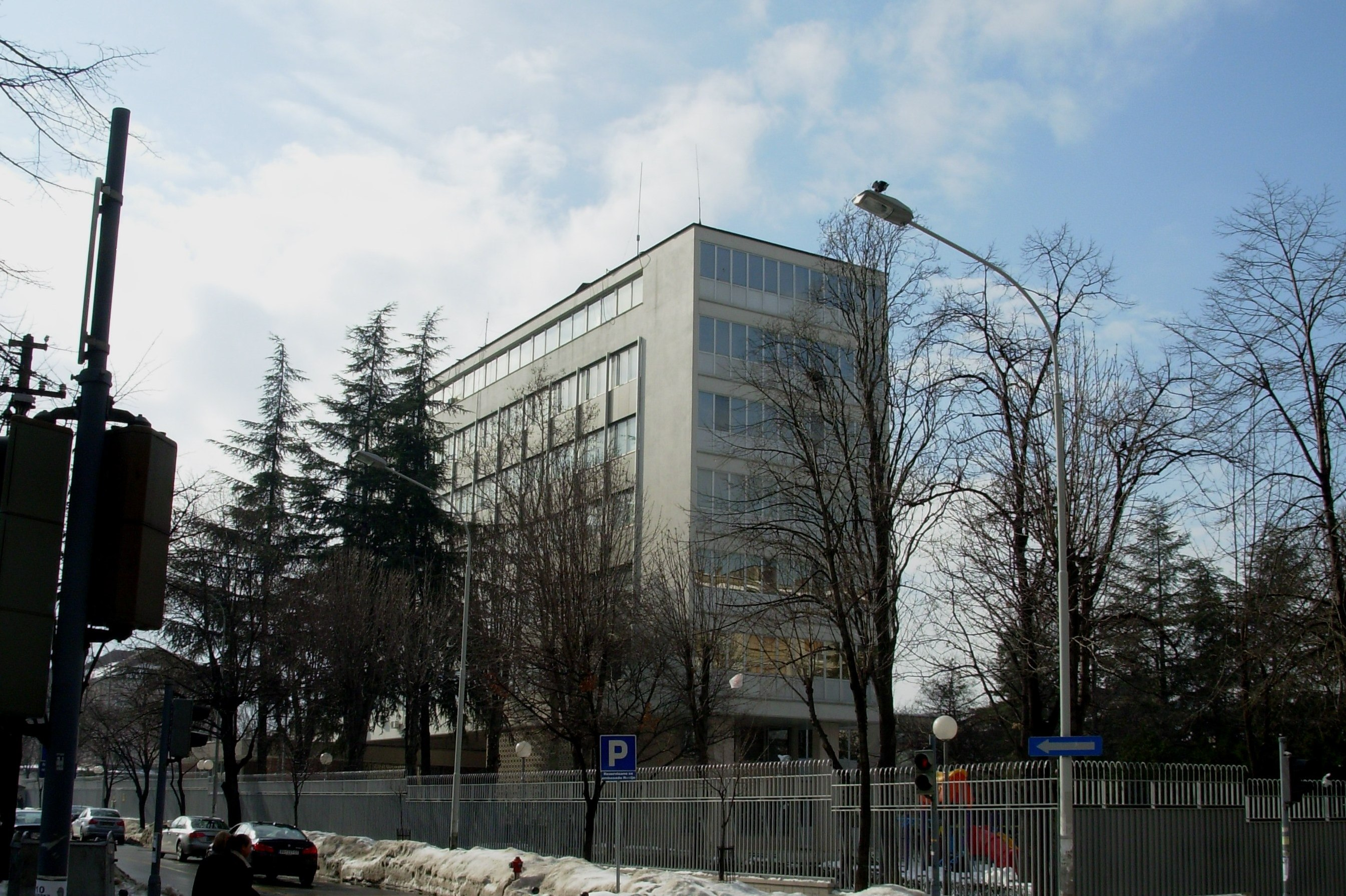
سفارة روسيا
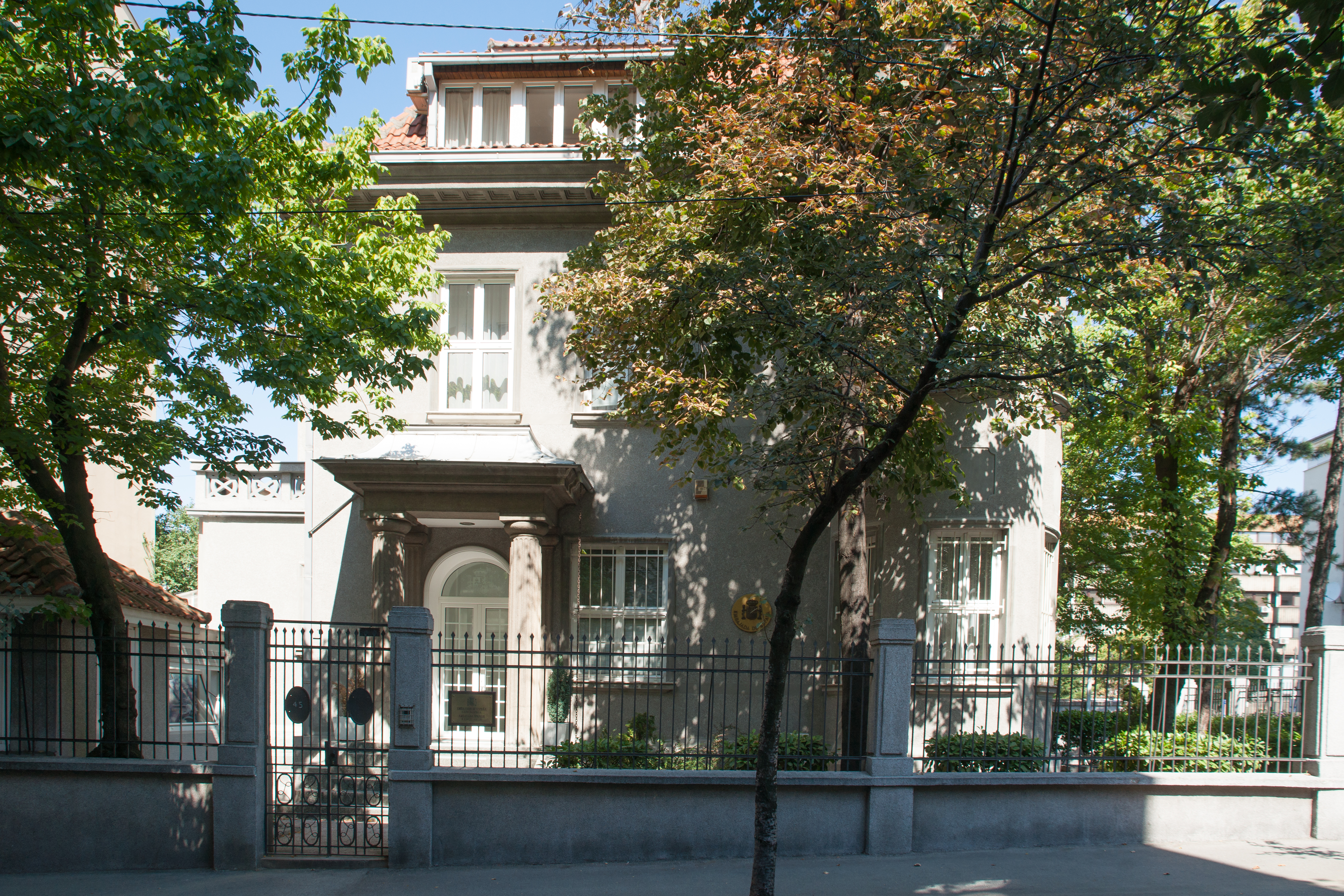
سفارة اسبانيا
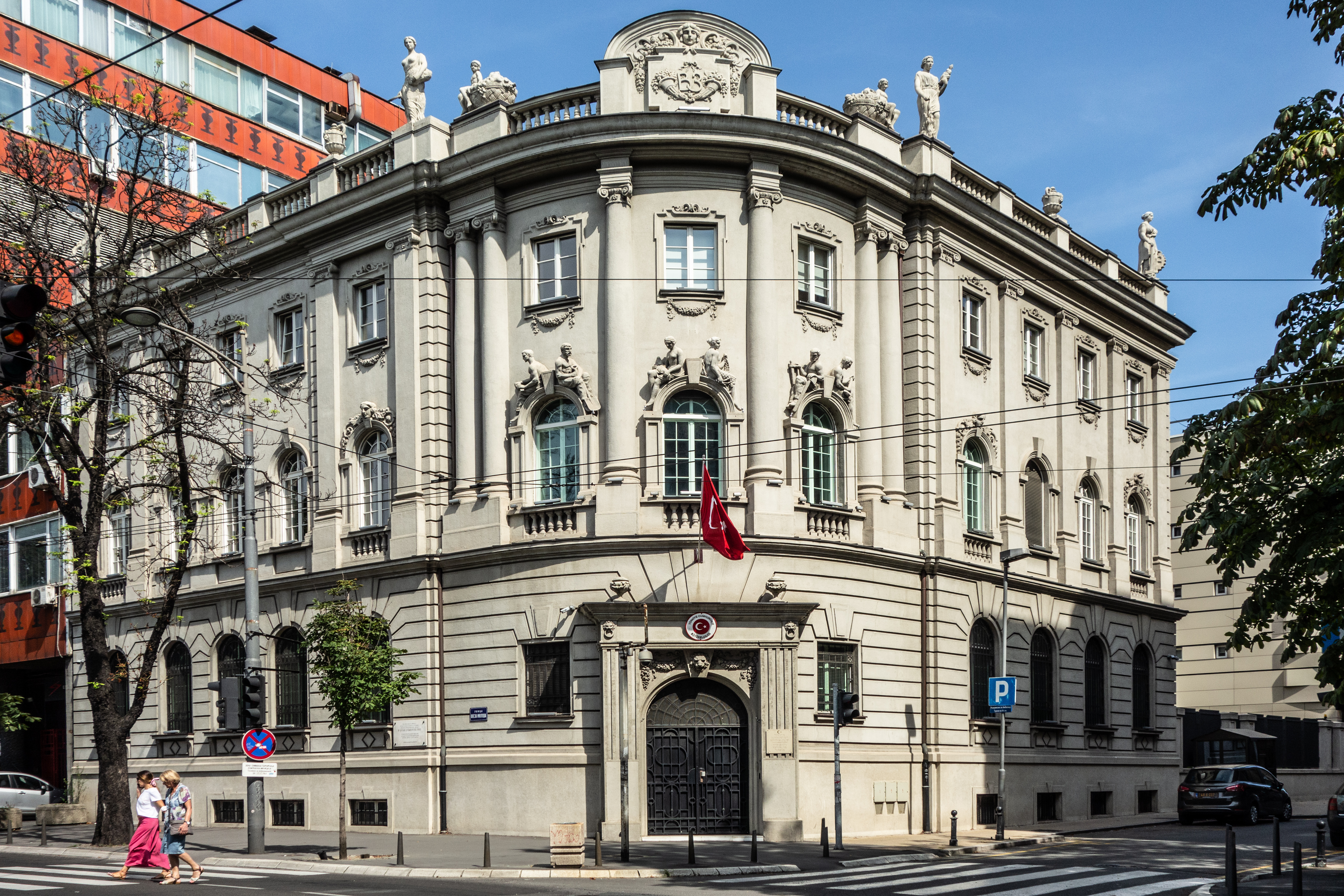
سفارة تركيا
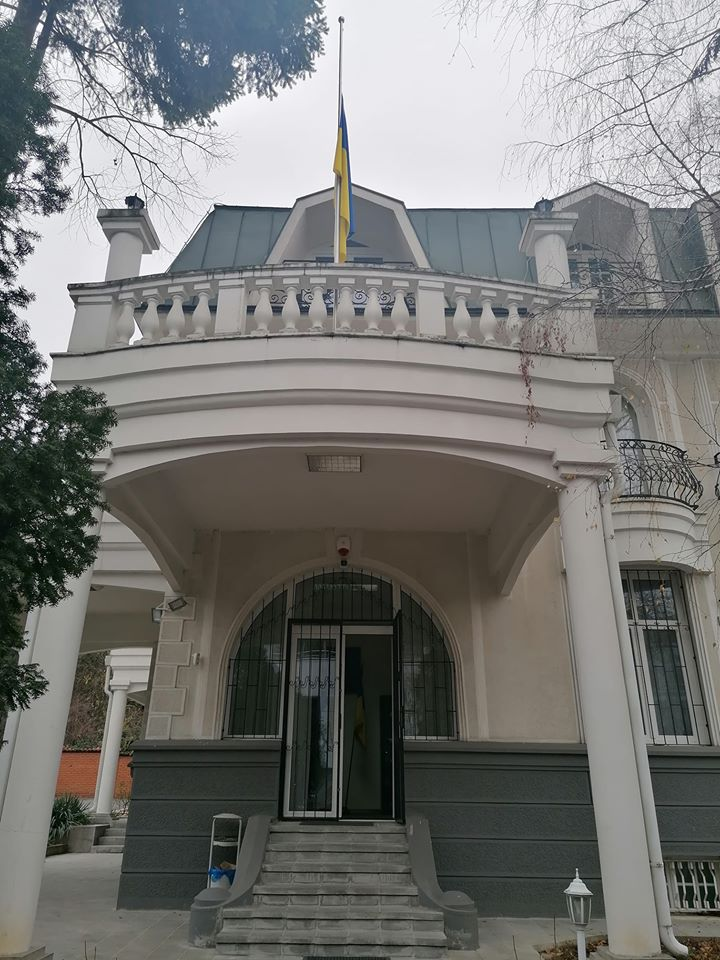
سفارة أوكرانيا
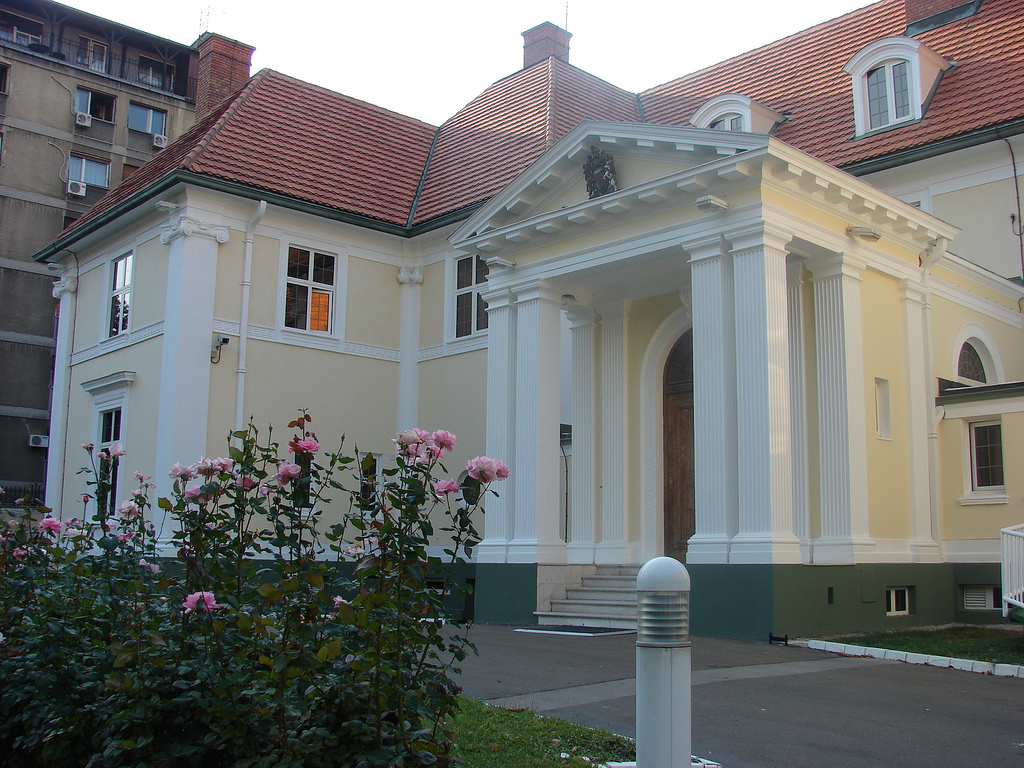
سفارة المملكة المتحدة
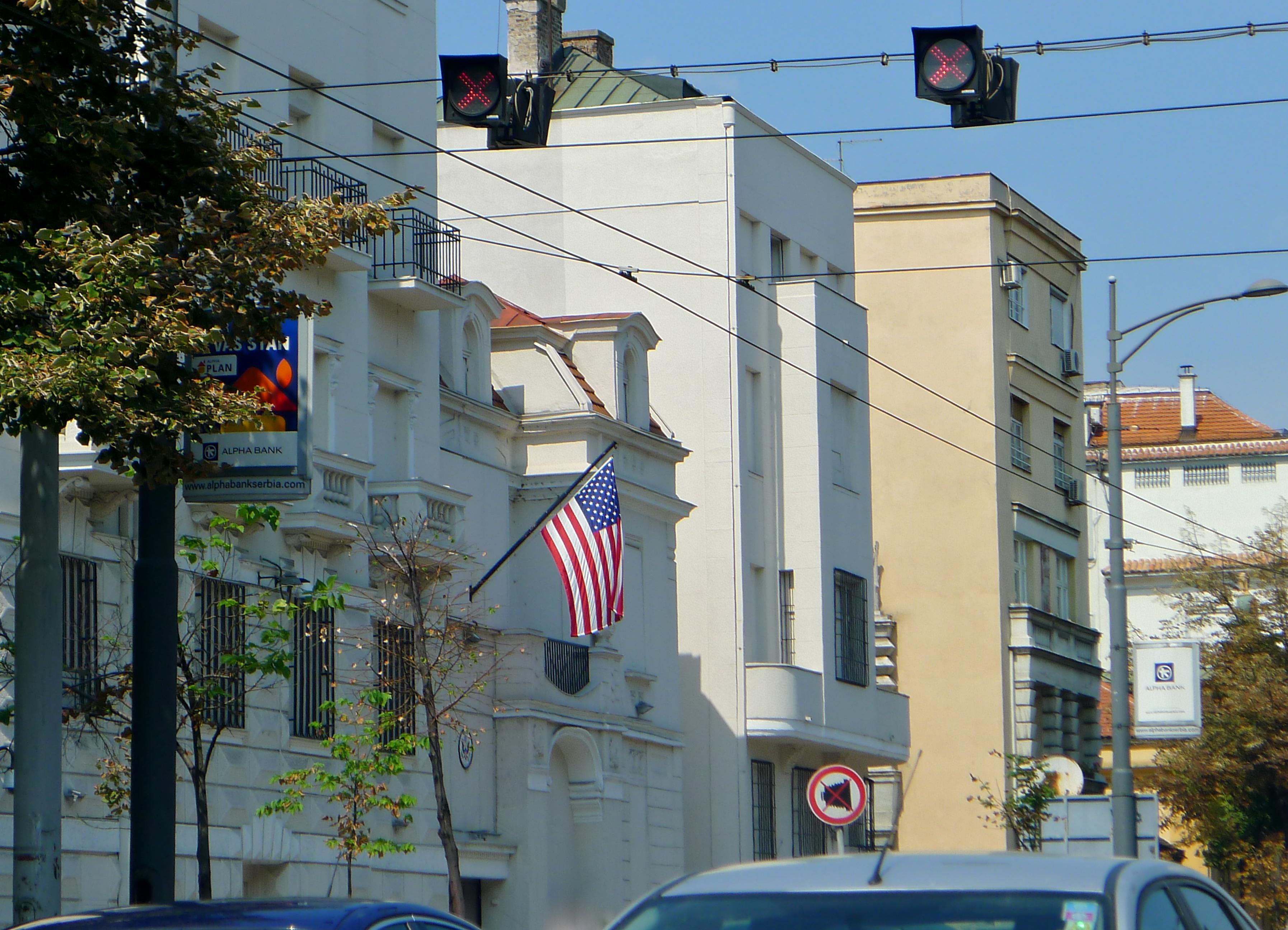
سفارة الولايات المتحدة

## البعثات القنصلية
نيش
- بلغاريا

نوفي بازار
- تركيا

سريمسكي كارلوفسي
- الجبل الأسود

سوبوتيكا
- كرواتيا
- المجر

فرساك
- رومانيا

زجّير
- رومانيا

## السفارات غير المقيمة المعتمدة لدى صربيا
- أرمينيا (أثينا)
- بنغلاديش (روما)
- بنين (باريس)
- بوليفيا (Paris)
- بوتسوانا (لندن)
- جمهورية إفريقيا الوسطى (باريس)
- تشيلي (Athens)
- كولومبيا (فيينا)
- كوستاريكا (Vienna)
- ساحل العاج (Rome)
- غينيا الاستوائية (Paris)
- إستونيا (بودابست)
- إثيوبيا (Rome)
- غواتيمالا (Bern)
- هندوراس (Rome)
- آيسلندا (ستوكهولم)
- كينيا (Paris)
- كوريا الشمالية (صوفيا)
- لاتفيا (ستراسبورغ)
- ليسوتو (Rome)
- ليتوانيا (Budapest)
- جزر المالديف (جنيف)
- مدغشقر (Rome)
- مالي (Paris)
- مالطا (Valletta)
- مولدوفا (Sofia)
- منغوليا (Sofia)
- نيوزيلندا (Rome)
- نيبال (Berlin)
- بنما (Vienna)
- باراغواي (Vienna)
- بيرو (بوخارست)
- الفلبين (Budapest)
- سيراليون (موسكو)
- جنوب إفريقيا (Athens)
- سريلانكا (Vienna)
- السودان (القاهرة)
- تنزانيا (Rome)[61]
- فيتنام (بوخارست)
- اليمن (Rome)
- زامبيا (Berlin)

## السفارات المغلقة
- غانا (يعاد فتحه)[62]
- الأردن
- Niger
- نيجيريا
- بيرو
- سان مارينو
- فيتنام اغلق عام 1992.)
- زيمبابوي (يعاد فتحه)

## روابط خارجية
- وزارة الشؤون الخارجية